# Ducey
Ducey je francouzská obec, ležící v departmentu Manche, který je součástí regionu Normandie.

## Geografie
Ducey leží na řece Sélune nedaleko zálivu Mont-Saint-Michel, několik kilometrů od pobřeží.
Sousední obce: Poilley, Saint-Quentin-sur-le-Homme, Les Chéris, Poilley, Isigny-le-Buat, Chalandrey a Saint-Aubin-de-Terregatte.

## Vývoj počtu obyvatel
Počet obyvatel

## Pamětihodnosti
- renesanční zámek Château des Montgomery z roku 1600
- Starý most z roku 1613
- Chrám s kostelní věží

## Parky a veřejná zeleň
Ducey je město květin a pyšní se třemi květy. Jde o hodnocení francouzské soutěže Concours des villes et villages fleuris, založené roku 1959.

## Turistika
Město je východiskem pro pěší turistiku a pro cykloturistiku.

## Partnerská města
Ducey smluvně uzavřelo partnerství s německým městem Laichingen dne 10. května 1986. Partnerství se soustřeďuje na jazykovou a kulturní výměnu žáků místních škol.